# Pachychernes subrobustus
Pachychernes subrobustus är en spindeldjursart som först beskrevs av Luigi Balzan 1892.  Pachychernes subrobustus ingår i släktet Pachychernes och familjen blindklokrypare. Inga underarter finns listade i Catalogue of Life.